# Alice en safari
Alice en safari (titre original : The Spider Sapphire Mystery, littéralement : « Le Mystère du saphir-araignée ») est le quarante-cinquième roman de la série américaine Alice (Nancy Drew en VO) écrit par Caroline Quine, nom de plume collectif de plusieurs auteurs. L'auteur de ce roman est Harriet Adams.
Aux États-Unis, le roman a été publié pour la première fois en 1968 par Grosset & Dunlap (New York). En France, il a paru pour la première fois en 1971 chez Hachette Jeunesse dans la collection « Bibliothèque verte ». Il n'a plus été réédité en France depuis 1986. 
Dans ce roman, Alice Roy tente de retrouver un saphir contenant une araignée fossilisée et dérobé par des malfaiteurs aux États-Unis. Pour cela elle va se rendre au Kenya pour faire la lumière sur le vol, et retrouver aussi Tizam, un guide masaï qui a disparu depuis plusieurs mois et qui pourrait être lié au vol.

## Résumé
Le résumé est rédigé sur la base de l'édition française de 1971.

### Mise en place de l'intrigue
Alice Roy se rend dans un musée de River City pour y admirer un saphir synthétique dans lequel est inséré le fossile d'une araignée, œuvre du joailler Floyd Ramsay, et copie conforme du vrai « saphir-araignée » appartenant à un riche Indien du Kenya, Shastri Tagore. Mais le joyau est volé par des malfaiteurs.
Dans quelques jours, Alice et ses amis Bess, Marion et Ned doivent partir en Afrique pour un safari-photo. La veille du départ, Ned est introuvable : il a été enlevé. Malgré des recherches actives, il n'est pas retrouvé. Le lendemain, Ned téléphone à sa famille et a le temps, en quelques secondes, de donner quelques renseignements mystérieux sur son lieu de détention. Il évoque aussi un certain « Swahili Joe ». Alice et ses amies parviennent à retrouver le lieu de détention de Ned et à le délivrer. Deux malfaiteurs sont identifiés mais pas arrêtés : Jahan et Dhane. Le voyage vers le Kenya peut avoir lieu. Peu avant le départ, Alice fait la connaissance d'une chanteuse originaire du Kenya, Lilia Bulawaya. Elle confie à Alice qu'elle a peur que son frère Tizamn soit mêlé au vol du saphir, et elle est d'autant plus inquiète qu'il a disparu depuis plusieurs mois. On apprend aussi que le bijou de M. Tagore aurait aussi été volé au Kenya.

### Enquête et aventures
Arrivée à Nairobi avec ses amis, Alice décide d'enquêter sur le bijou volé à River City et sur le bijou appartenant à Shastri Tagore : s'agit-il du même bijou ? a-t-il été volé à Shastri Tagore puis à River City ? ou au contraire a-t-il été volé par Shastri Tagore ? ou s'agit-il de deux joyaux distincts ? dans cette hypothèse, sont-ils identiques ou différents ? Shastri Tagore a-t-il voulu faire croire au vol de son bijou pour être indûment indemnisé par sa compagnie d'assurance (fraude à l’assurance) ? quel est le rôle de Floyd Ramsay ? 
L'enquête d'Alice la mène de Nairobi à la brousse africaine. Elle doit faire face à plusieurs tentatives d'ennemis invisibles pour l’empêcher d'enquêter : elle manque d'être étouffée avec un sac en plastique, elle reçoit une lettre de menaces, les vêtements des trois jeunes femmes sont détruits, une poignée de valise est enduite d'acide, etc. L'enquête la mène ensuite à Mombasa. Elle y découvre la présence de Tizam, le frère de la chanteuse Lilia. L'homme est devenu amnésique et se fait appeler Huay ; il vit grâce à la réalisation de statuettes en bois. Grâce à Alice et à la conversation qu’il a avec elle, il retrouve la mémoire. Il découvre qu'il est soupçonné du vol des joyaux. Il donne des renseignements utiles à la jeune fille.

### Dénouement et révélations finales
Finalement, le saphir-araignée est retrouvé là où les malfaiteurs, Jahan et Dhare, l'avaient caché. Jahan et Dhare sont arrêtés et dénoncent l'instigateur du vol, le secrétaire de M. Tagore : Rhim Rao. Pour remercier Alice et ses amis d'avoir retrouvé le bijou, Tagore leur offre un merveilleux repas.

## Personnages

### Personnages récurrents
- Alice Roy : dix-huit ans, détective amateur blonde, fille de l'avoué James Roy, orpheline de mère.
- Bess Taylor : jeune fille blonde et rondelette, une des meilleures amies d'Alice.
- Marion Webb : jeune fille brune et sportive, cousine germaine de Bess Taylor et une des meilleures amies d'Alice.
- Ned Nickerson : jeune homme brun et athlétique, ami et chevalier servant d'Alice, étudiant à l'université d'Emerson.
- Daniel Evans : ami et chevalier servant de Bess, camarade d'université de Ned.
- Bob Eddleton : ami et chevalier servant de Marion, camarade d'université de Ned.
- Sarah : fidèle gouvernante des Roy qui a élevé Alice à la mort de sa mère.
- M. Stevenson : le commissaire de River City, ami d'Alice.

### Personnages spécifiques à ce roman
- Floyd Ramsay : joaillier américain.
- Shastri Tagore : un riche Indien au Kenya.
- Lilia Bulawayo : une Noire d'Afrique, chanteuse aux États-Unis.
- Tizam : guide de safari, frère de Lilia Bulawayo.
- M. Stanley : chef de l'expédition-safari.
- M. Zuckar : chasseur blanc.
- Jahan et Dhare : Indiens.
- Swahili Joe : homme de main de Jahan et Dhare.
- Rhim Rao : secrétaire de Shastri Tagore.
- Gwendoline : membre du groupe de safari.

## Éditions françaises
Note : Toutes les éditions ont paru aux éditions Hachette.
- 1971 : Alice en safari — Collection « Bibliothèque verte », cartonné (français, version originale). Illustré par Albert Chazelle. Texte français d'Anne Joba.
- 1983 : Alice en safari — coll. « Bibliothèque verte » (série hachurée), cartonné (français, version originale). Couverture de Joseph Sheldon, illustrations intérieures de Albert Chazelle. Texte français d'Anne Joba. 20 chapitres. 186 p.
- 1986 : Alice en safari — coll. « Bibliothèque verte » (série hachurée), cartonné (français, version originale). Couverture de Jean Sidobre, illustrations intérieures d'Albert Chazelle. Texte français d'Anne Joba. 20 chapitres. 186 p.